# 22 فبراير
- السبت
- الأحد
- الاثنين
- الثلاثاء
- الأربعاء
- الخميس
- الجمعة

- 12 شعبان 1446  هـ
- 23 شعبان 1446  هـ
- 34 شعبان 1446  هـ
- 45 شعبان 1446  هـ
- 56 شعبان 1446  هـ
- 67 شعبان 1446  هـ
- 78 شعبان 1446  هـ
- 89 شعبان 1446  هـ
- 910 شعبان 1446  هـ
- 1011 شعبان 1446  هـ
- 1112 شعبان 1446  هـ
- 1213 شعبان 1446  هـ
- 1314 شعبان 1446  هـ
- 1415 شعبان 1446  هـ
- 1516 شعبان 1446  هـ
- 1617 شعبان 1446  هـ
- 1718 شعبان 1446  هـ
- 1819 شعبان 1446  هـ
- 1920 شعبان 1446  هـ
- 2021 شعبان 1446  هـ
- 2122 شعبان 1446  هـ
- 2223 شعبان 1446  هـ
- 2324 شعبان 1446  هـ
- 2425 شعبان 1446  هـ
- 2526 شعبان 1446  هـ
- 2627 شعبان 1446  هـ
- 2728 شعبان 1446  هـ
- 2829 شعبان 1446  هـ

22 فبراير أو 22 شُباط أو يوم 22 \ 2 (اليوم الثاني والعشرون من الشهر الثاني) هو اليوم الثالث والخمسون (53) من السنة وفقًا للتقويم الميلادي الغربي (الغريغوري). يبقى بعده 312 يومًا لانتهاء السنة، أو 313 يومًا في السنوات الكبيسة.

## أحداث
- 1958 - الإعلان عن قيام الجمهورية العربية المتحدة باتحاد بين سوريا ومصر وذلك بعد تنازل شكري القوتلي عن الحكم لجمال عبد الناصر.
- 1972 - الشيخ خليفة بن حمد آل ثاني يتولى مقاليد الحكم في دولة قطر بعد قيامة بانقلاب أبيض على ابن عمه الشيخ أحمد بن علي آل ثاني.
- 1973 - تأسيس جامعة قطر.
- 1974 - انعقاد مؤتمر القمة الإسلامي في لاهور في باكستان.
- 1986 - وزارة الداخلية الإسبانية ترخص لحزب الديمقراطيين المليليين ليصبح حزبًا مشروعًا يمارس نشاطه داخل مدينتي سبتة ومليلية.
- 1987 - تأسيس جمهورية إثيوبيا الشعبية الديمقراطية
- 1991 - العراق يقبل بالمقترح السوفييتي لوقف إطلاق النار، والولايات المتحدة ترفض هذا المقترح لكنها تعد العراق بأنها لن تهاجم القوات العراقية التي ستنسحب من الكويت في غضون 24 ساعة.
- 2006 - تفجير في ضريح الإمامين علي الهادي والحسن العسكري يؤدي إلى تدمير القبة بالكامل.
- 2008 - افتتاح شارع المعز في منطقة الأزهر بالقاهرة الفاطمية ليكون أكبر متحف مفتوح للآثار الإسلامية.
- 2009 - انفجار بحي الحسين في القاهرة يؤدي إلى مقتل سائحة فرنسية وإصابة 10 آخرين.
- 2011 – زلزال في نيوزيلندا يعد الأكثر دموية يضرب كرايستشيرش، مما أسفر عن مقتل 185 شخصًا.
- 2012 – مقتل 51 شخصًا وإصابة 700 آخرين في حادث قطار في بوينس آيرس بالأرجنتين.
- 2014 - رئيس أوكرانيا فيكتور يانوكوفيتش يعزل من قبل المجلس الأعلى الأوكراني بتصويت 328-0، محققًا هدفًا رئيسيًا لتمرد الميدان الأوروبي.
- 2015 – انقلاب عبارة تقل 100 راكب في نهر بادما ، مما أسفر عن مقتل 70 شخصًا.
- 2017 - علماء الفلك يعلنون أن النجم ترابيست-1 يضم سبعة كواكب خارج المجموعة الشمسية، بعضها يدور في نطاقه الصالح للحياة.
- 2018 – رجل يلقي قنبلة يدوية على سفارة الولايات المتحدة في بودغوريتشا بالجبل الأسود، ويُقتل في مكان الحادث إثر انفجار ثان ولم يصب أحد غيره.
- 2018 – إنهاء عمل لجنة الأمم المتحدة للتعويضات التي كانت تشرف على استقطاع تعويضات من حكومة العراق نتيجة لغزوها واحتلالها للكويت.
- 2023 - مقتل 11 فلسطينيًّا وإصابة 102 بالرصاص الحي إثر اقتحام جيش الاحتلال الإسرائيلي لمدينة نابلس.
- 2024 - المركبة الفضائية أي إم-1 التابعة لبرنامج الخدمات التجارية لوكالة ناسا تنفذ أول هبوط ناعم على سطح القمر لمركبة فضائية تجارية.

## مواليد
- 1732 - جورج واشنطن، رئيس الولايات المتحدة الأول.
- 1788 - آرثر شوبنهاور، فيلسوف ألماني.
- 1857 - هاينريش هيرتز، عالم فيزياء ألماني.
- 1886 - هوغو بال، شاعر وأديب ألماني.
- 1914 - ريناتو دولبيكو، عالم فيروسات إيطالي حاصل على جائزة نوبل في الطب عام 1975.
- 1919 -
  - تحية كاريوكا، راقصة شرقية وممثلة مصرية.
  - المهدي بنونة، صحفي وسياسي ودبلوماسي مغربي.
- 1936 - جون مايكل بيشوب، طبيب أمريكي حاصل على جائزة نوبل في الطب عام 1989.
- 1938 -
  - نادية عزت، ممثلة مصرية.
  - طه ياسين رمضان، سياسي عراقي.
- 1943 - هورست كولر، رئيس ألمانيا.
- 1946 - فرد هاليداي، مؤرخ أيرلندي.
- 1947 - عبد الستار البصري، ممثل عراقي.
- 1950 - خالد زكي، ممثل مصري.
- 1958 - قيس سعيد، رئيس الجمهورية التونسية.
- 1963 - كارمن لبس، ممثلة لبنانية.
- 1969 -
  - بريان لاودروب، لاعب كرة قدم دنماركي.
  - توماس جين، ممثل أمريكي.
- 1974 - جيمس بلانت، مغني إنجليزي.
- 1975 - درو باريمور، ممثلة أمريكية.
- 1977 - هاكان ياكين، لاعب كرة قدم سويسري.
- 1979 - بريت إيمرتون، لاعب كرة قدم أسترالي.
- 1983 - بهاء الكافي، مغنية وممثلة تونسية.
- 1985 -
  - عامر بوعزة، لاعب كرة قدم جزائري.
  - جورجيوس برينتيزيس لاعب كرة سلة أمركي
- 1987 - طلال العامر، لاعب كرة قدم كويتي.
- 1988 - ريهام نبيل، ممثلة مصرية.

## وفيات
- 1512 - أمريكو فسبوتشي، بحار ومستكشف إيطالي.
- 1938 - ماكس فيين، فيزيائي ألماني.
- 1944 - إدوارد أوسكار أولريش، إحاثي أمريكي.
- 1958 - أبو الكلام آزاد، سياسي وخطيب هندي.
- 1988 - ميخائيل نعيمة، أديب وكاتب لبناني.
- 1991 - صالح جغام، إذاعي وأعلامي تونسي.
- 1992 - أحمد راتب النفاخ، عالم ومحقق ومدقق ثراث سوري.
- 1999 - عقيلة راتب، ممثلة مصرية.
- 2000 - حسام الدين مصطفى، مخرج مصري.
- 2006 - أطوار بهجت، إعلامية عراقية.
- 2008 - مجد البرغوثي، داعية إسلامي فلسطيني.
- 2011 - نسيب البيطار، إعلامي إماراتي من أصول أردنية.
- 2021 - أنيس نقاش، محلل وسياسي لبناني.
- 2024 - هاني الناظر، طبيب مصري.

## أعياد ومناسبات
- اليوم الوطني في سانت لوسيا.
- يوم التأسيس في السعودية.

## وصلات خارجية
- وكالة الأنباء القطريَّة: حدث في مثل هذا اليوم.
- النيويورك تايمز: حدث في مثل هذا اليوم.
- BBC: حدث في مثل هذا اليوم.